# 3122 Florence
3122 Florence este un asteroid din grupul Amor, descoperit pe 2 martie 1981 de Schelte Bus. Este un asteroid care evoluează în apropierea Pământului fiind clasat ca asteroid potențial periculos.
La data de 1 septembrie 2017, asteroidul s-a apropiat la 0,047 ua de Pământ (7 milioane de kilometri), la cea mai mare apropiere magnitudinea sa aparentă a atins 8,8.

## Denumirea asteroidului
Asteroidul a primit numele în onoarea infirmierei britanice Florence Nightingale.

## Survolul din 1 septembrie 2017
Imaginile radar ale asteroidului obținute mulțumită antenei de 70 de metri a Centrului de Comunicații Spațiale la Mari Distanțe de la Goldstone a NASA între  29 august și 1 septembrie 2017 au scos în evidență prezența a doi sateliți .
Observarea a permis și să se precizeze mărimea corpului principal care este de circa 4,5 km. 
Florence era la 1 septembrie 2017 al treilea asteroid triplu cunoscut printre populația  de asteroizi din apropierea Pământului care numără peste 16.400 de corpuri identificate până în 2017. Cei trei asteroizi tripli din apropierea Pământului cunoscuți au fost toți descoperiți mulțumită observațiilor radar, Florence fiind ultimul identificat după descoperirea a doi sateliți care orbitează în jurul asteroidului 1994 CC, în iunie 2009.
Taliile celor doi sateliți asteroidali nu sunt cunoscute încă, dar ar fi probabil în jurul a 100 până la 300 de metri. Perioadele de rotație ale celor doi sateliți în jurul corpului părinte nu sunt nici ele cunoscute cu precizie, însă au putut fi estimate la vreo 8 ore pentru satelitul interior și la 22 până la 27 de ore pentru satelitul exterior. Satelitul interior din „sistemul Florentin” deține perioada de revoluție cea mai scurtă printre sateliții celor 60 de asteroizi din apropierea Pământului cunoscuți în 2017 dotați cu cel puțin un asteroid. Imaginile radar obținute de complexul Goldstone, cu o rezoluție de 75 de metri pe pixel, dezvăluie sateliții reprezentați prin câțiva pixeli și, prin urmare, nu scot în evidență niciun detaliu. 

Imaginile radar furnizează și prima vedere de aproape a asteroidului Florence. Deși asteroidul este rotund, el posedă o creastă de-a lungul ecuatorului său, cel puțin un crater mare, două regiuni plate și numeroase alte caracteristici topografice de scară mică. Imaginile radar au confirmat de asemenea că Florence se rotește în jurul axei sale o dată la 2,4 ore, rezultat care fusese deja determinat în trecut pornind de la măsurătorile optice  ale variațiilor luminozității  asteroidului.

## Galerie de imagini

Caracteristici ale asteroidului Florence
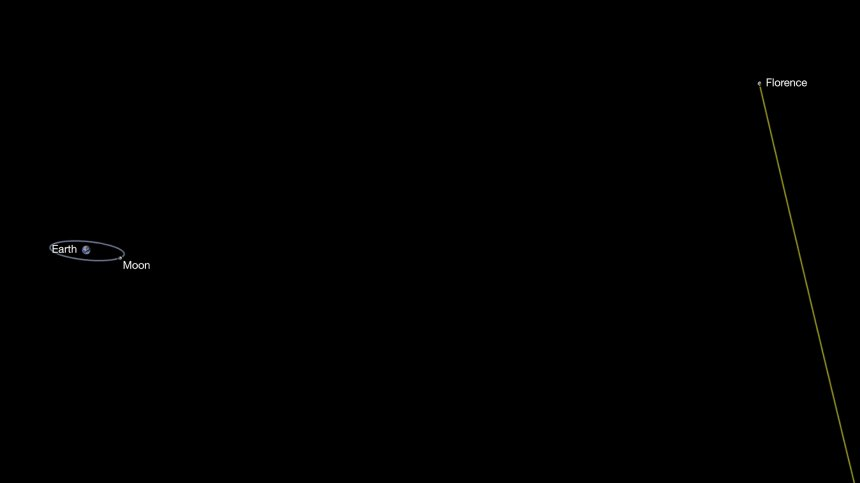
3122 Florence în apropierea Pământului în 2017.
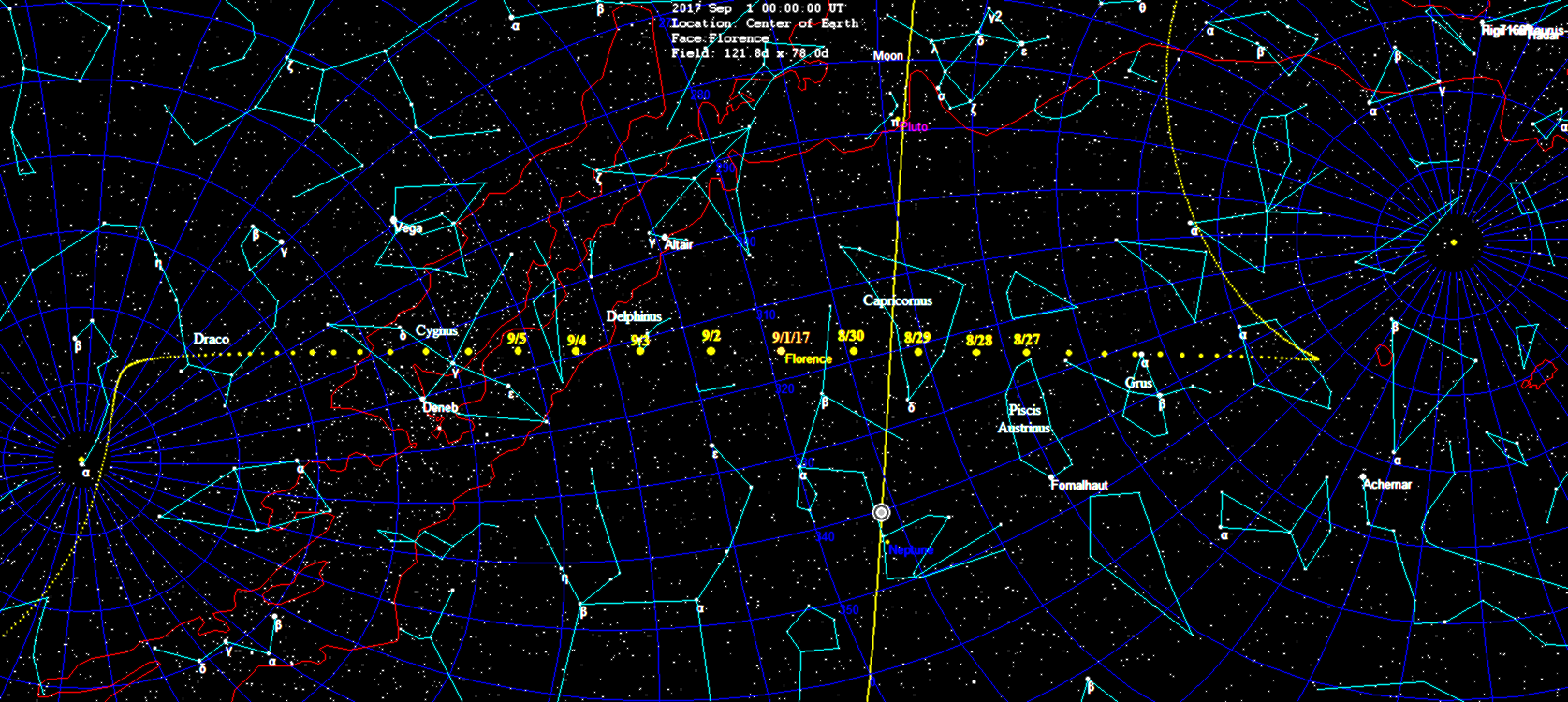
Mișcarea cotidiană a asteroidului 3122 Florence văzută de pe  Terra în vecinătatea survolului din 1 septembrie 2017.
Animație din 30 august 2017, de la 21:48:46 la 22:53:00 (timp UTC) de la Riga în Letonia făcută de astronomul amator Ingvars Tomsons.